# 텀블팝
텀블팝(Tumblepop, タンブル・ポップ)은 1991년 데이터 이스트가 제작한 아케이드 게임이다. 주인공이 진공청소기로 적을 빨아 제거하는 액션 게임중 하나로 버블 보블, 스노우브라더스, 펭귄브라더스, 주파파 등이 많이 분류된다.

## 게임 방법
플레이어가 진공청소기로 몬스터를 빨아들이다가 바로 빼내어 제거한다. 몬스터를 많이 빨아들여 빼낼수록 넝굴덩이가 더 커진다. 만약 몬스터를 빨아들인 후 빨리 빼내지 않으면 플레이어는 죽어 버린다.

## 아이템
- 파워 업:  건전지 모양의 아이템. 흡수력이 좋아진다.
- 스피드 업: 롤러 모양의 아이템. 속도가 더 빨라진다.
- 배리어:  무적 아이템으로 적에게 닿아가면 적들이 죽는다.
- 플라즈마 건:  진공청소기에서 광선이 나온다.
- 하이퍼 클리너:  거대한 진공청소기로 적이나 아이템을 모두 흡수해 버린다.
- 알파벳:  A~Z까지 등장하는 아이템. 철자 "TUMBLEPOP"이 모이면 보너스 스테이지로 이동한다.
- 1UP:  보너스 스테이지에서만 잔기 1기가 추가된다.
- 레인보우 크리스탈: 희귀한 보석으로 획득하면 10000점을 획득할 수 있다.
- 동전, 돈, 루비, 다이아몬드:  점수획득을 위한 아이템. 획득하면 크기대로 일정의 점수를 획득할 수 있다.

## 맵
- 호주의 울룰루
  - 등장 몬스터:  녹색 털복숭이, 케이브맨 닌자에서 등장한 원시인, 식인식물, 흙덩이 치우는 흙사람
  - 보스 몬스터:  2개의 거대한 식인식물
- 일본의 후지산
  - 등장 몬스터:  빨간 털복숭이, 해골, 유령, 캇파
  - 보스 몬스터: 오뚝이
- 러시아의 모스크바
  - 등장 몬스터:  파란 끈쩍 몬스터, 광대, 투명 인간, 카르노브
  - 보스 몬스터:  거대 광대 (폭탄)
- 이집트의 피라미드와 스핑크스
  - 등장 몬스터:  작은 사자,해골, 미라,카르노브
  - 보스 몬스터:  램프의 지니
- 프랑스의 파리, 개선문
  - 등장 몬스터:  멀티 몬스터, 헬리콥터 몬스터, 사이보그 몬스터, 캐논 몬스터
  - 보스 몬스터:  거대 우주선 몬스터 (장갑기계 몬스터)
- 미국의 뉴욕, 자유의 여신상
  - 등장 몬스터:  녹색 끈쩍 몬스터, 호박 귀신, 문어, 캇파
  - 보스 몬스터:  거대한 문어 몬스터
- 브라질의 리우데자네이루, 그리스도 상
  - 등장 몬스터:  작은 사자, 불덩이 몬스터, 빨간 큰털복숭이, 카르노브
  - 보스 몬스터:  파이어 드래곤
- 남극의 오로라
  - 등장 몬스터:  파란 털복숭이, 눈사람,파란 큰털복숭이, 눈덩이 치우는 눈사람
  - 보스 몬스터:  거대한 눈사람 몬스터
- 9스테이지의 우주
  - 등장 몬스터:  멀티 몬스터, 외계인, 문어형 외계인, 체르노브
  - 보스 몬스터:  거대한 외계인 몬스터
- 최종스테이지의 달
  - 등장 몬스터:  각 스테이지의 보스 몬스터
  - 보스 몬스터:  박사가 만든 거대 로보트 (장갑기계 몬스터, 헬리콥터 몬스터)

## 표절
10년 후, 2001년 대한민국의 ESD가 텀블팝을 모방해서 만든 점핑 팝이 있다. 게임내용이 거의 비슷하나 알파벳도 없고 배경이 미소녀 그림이 비친다.
등장하는 미소녀 코믹 파티의 타카세 미즈키, 카드캡터 사쿠라의 키노모토 사쿠라, 동급생의 사쿠라기 마이, 스즈키 미호, 마사키 나츠코 등이 있다.